# Hildebrando Pascoal
 
Hildebrando Pascoal Nogueira Neto (Rio Branco, Acre; 17 de gener de 1952), conegut popularment com el Diputat de la Motoserra, és excoronel de la Policia Militar de l'Estat d'Acre i expolític brasiler, que va ocupar escons de diputat estatal i federal. Compleix una pena de 106 anys de presó pels crims de pertinença a banda armada, homicidi, narcotràfic i evasió fiscal, entre d'altres.

## Biografia
Hildebrando Pascoal va fer carrera en la Policia Militar d'Acre, de la que va llicenciar-se amb patent de coronel, per presentar-se com a candidat a diputat estatal. Va ser elegit el 1994, i integrava la base de suport del governador Orleir Cameli i del diputat federal Ronivon Santiago, ambdós investigats per corrupció. El 1995, el Consell de Defensa dels Drets d'Éssers Humans (CDDPH) del Ministeri de Justícia brasiler va començar a investigar l'excoronel.
El crim que més ressò va tenir fou l'assassinat d'Agilson Firmino i el seu fill adolescent, que es van conèixer com els "Crims de la Motoserra". El 30 de juny de 1996, el germà d'Hildebrando Pascoal, Itamar, va ser mort a trets per José Hugo Alves Júnior, després d'una discussió en la benzinera on Alves treballava. L'homicidi va ser presenciat per un amic de José Hugo, Agilson Firmino dos Santos, i el fill del darrer, Wilder. Després dels fets, Agilson va ajudar José Hugo a fugir de Rio Branco. Hildebrando, qui liderava una banda criminal, va iniciar la caça de l'assassí del seu germà. El 3 de juliol, va trobar l'Agilson i va torturar-lo llargament. Va extirpar-li els ulls, va amputar-li les cames, els braços i el penis amb una motoserra, i va perforar-li el crani amb un clau; abans de rematar-lo amb un tret al cap. Dos dies després, va segrestar el fill, Wilder Firmino, de 13 anys, el va torturar i assassinar, i va dissoldre-li el cos en àcid.
Alguns testimonis citats a declarar davant el CDDPH van acabar morts. Entre aquests, es trobava un antic còmplice d'Hildebrando, el policia Sebastião Crispim. Crispim havia sigut qui l'havia delatat per la mort d'Agilson Firmino i el seu fill. El 1997, un altre testimoni de l'acusació -el policia civil Walter José Ayala- també va ser assassinat per ordre del coronel. També l'any 1997, va segrestar. torturar i matar l'assassí del seu germà, José Hugo Alves Júnior, que vivia amagat a Parnaguá, a l'estat de Piauí.
A més dels assassinats, es va investigar la relació que Hildebrando Pascoal tenia amb el narcotràfic, crims financers, evasió fiscal, possessió il·legal d'armes i frau electoral. Un dels casos que es van fer públics va ser l'"Operació Carmanyola" (Operação Marmitex), en la que distribuïa droga dintre d'envasos de menjar per a emportar a canvi de vots.
Com a membre aforat de l'Assemblea Legislativa d'Acre, Pascoal va continuar exercint sense ser arrestat, mentre la fiscalia continuava recopilant proves. Així, el 1998 va presentar-se a les eleccions generals obtenint un escó de diputat federal en representació del Partit del Front Liberal. Les investigacions van revelar la implicació de policies d'Acre en els assassinats, formant un esquadró de la mort comandat per Pascoal. Alguns d'ells van formar part del personal del polític durant la seva campanya electoral a la Cambra de Diputats, cedits pel govern de l'estat.
El CDDPH va enviar al Congrés Nacional del Brasil un dossier sobre el polític d'Acre i les proves recopilades sobre les seves activitats criminals. Es va obrir una comissió parlamentària, que va concloure amb la cassació del diputat el 22 de setembre de 1999. Tot seguit va ser detingut, amb una cinquantena de persones.
El novembre de 2006, la justícia federal va sentenciar-lo a 18 anys i mig de presó per l'assassinat de Sebastião Crispim el 1997. El setembre de 2009, un tribunal d'Acre va trobar culpable Pascoal de l'execució d'Agilson Firmino, sent condemnat a 18 anys de presó.
El 2016 va ser hospitalitzat per problemes de salut que el van deixar en cadira de rodes. El 6 d'octubre d'aquell any va obtenir el règim semiobert, però un parell de mesos després va incomplir els terminis de la llibertat condicional i va tornar a ser confinat. El 15 de febrer de 2017 va passar a règim d'arrest domiciliari amb seguiment per turmellera de vigilància. La jutgessa Luana Campos va acceptar la petició de la defensa, que argumentava que el pres havia estat malament informat pels seus advocats sobre les condicions del compliment del règim semiobert i, a més, feia temps que tenia la capacitat de desplaçament limitada per la seva condició mèdica.